# 22649 Paulineloader
22649 Paulineloader è un asteroide della fascia principale interna. Scoperto nel 1998, presenta un'orbita caratterizzata da un semiasse maggiore pari a 2,392369 UA e da un'eccentricità di 0,078203, inclinata di 5,944038° rispetto all'eclittica.
Fa parte della famiglia di asteroidi Vesta.
Pauline Loader è stata Segretaria e Tesoriere della Royal Astronomical Society of New Zealand e in passato ha diretto la Sezione Stelle Variabili. Intorno al 2003 ha sviluppato il dispositivo Beeper Box per cronometrare le occultazioni osservate visivamente.